# Ясновец
Ясновец — гора в Украинских Карпатах, в массиве Внутренние Горганы. Расположена в центральной части хребта Пишконя, в пределах Хустского района Закарпатской области, на северо-восточнее села Колочава.
Высота 1600,2 м (по другим данным — 1605 м). Вершина незалесненная, склоны крутые (особенно восточные); подножия горы поросшие лесом. Местами являются каменные осыпи. Южнее вершины расположена гора Дарвайка (1501 м), на запад — гора Негровец (1707,3 м).
Гора, как и весь хребет Пишконя, расположена в пределах Национального природного парка «Синевир». Через вершину пролегает туристический пешеходный маршрут «Вершинами Пишкони».
Ближайший населённый пункт: село Колочава.